# Juliamyia julie
Juliamyia julie е вид птица от семейство Колиброви (Trochilidae), единствен представител на род Damophila.

## Разпространение
Видът е разпространен в Еквадор, Колумбия, Панама и Перу.